# Hendrik Jebens
Hendrik Jebens (Stoccarda, 8 agosto 1995) è un tennista tedesco.
Specialista del doppio, ha disputato quattro finali nel circuito maggiore, ha vinto diversi titoli nell'ATP Challenger Tour e il suo miglior ranking ATP è stato il 45º posto dell'agosto 2024. Nelle prove del Grande Slam ha raggiunto i quarti di finale al torneo di Wimbledon 2024.

## Carriera

### Nei campionati di College statunitensi
Nel 2013 si trasferisce negli Stati Uniti per studiare Economia aziendale all'Università statale di San Diego e gioca per alcuni anni nei campionati statunitensi dei College con la squadra di tennis dell'ateneo. Durante il soggiorno americano consegue discreti risultati sia in doppio che in singolare e torna in Europa dopo essersi laureato nel 2017.

### 2016-2020, inizi tra i professionisti, infortuni e primo titolo ITF
Fa la sua prima apparizione in un torneo dell'ITF Men's Circuit nel 2016 e nei due anni successivi rimane pressoché inattivo per gli infortuni subiti a un piede e a una spalla. Inizia a giocare stabilmente tra i professionisti nel 2019, dimostrando ben presto di essere più competitivo in doppio. A giugno disputa e perde la prima finale in doppio in un torneo ITF spagnolo e a ottobre si aggiudica il primo titolo in un torneo ITF M25 in California, mentre in singolare non andrà mai oltre i quarti di finale in alcuni tornei ITF. Fatica a tornare a giocare dopo la lunga pausa del tennis mondiale del 2020 dovuta alla pandemia di COVID-19.

### 2021-2022, prime finali Challenger e top 200
Rientra nel marzo del 2021, a novembre esordisce nell'ATP Challenger Tour e già nel febbraio successivo disputa la prima finale a Cherbourg, persa con Niklas Schell contro la coppia di casa Jonathan Eysseric / Quentin Halys. Nel corso della stagione disputa altre 4 finali Challenger senza vincerne alcuna e a luglio entra nella top 200 del ranking. A ottobre disputa con Fabian Fallert il suo primo torneo ATP allo Swiss Indoors e vengono sconfitti al primo turno.

### 2023, primi titoli Challenger, prima finale ATP e 63º del ranking
Nel febbraio 2023 vince il primo titolo Challenger a Coblenza in coppia con Fallert, superando in finale Jonathan Eysseric / Denys Molčanov con il punteggio di 7-6, 6-3. Il mese successivo si aggiudica assieme a Constantin Frantzen il Challenger 100 di Biel/Bienne lasciando solo 6 giochi in finale agli specialisti Victor Vlad Cornea / Franko Škugor. I progressi in classifica gli valgono l'accesso come alternate assieme a Petros Tsitsipas al tabellone principale dell'ATP Tour al Grand Prix Hassan II, ed escono di scena al primo turno. A giugno vince con Frentzen la prestigiosa Heilbronner Neckarcup, torneo di categoria Challenger 125; al primo turno eliminano le teste di serie nº 1 Romain Arneodo / Sam Weissborn, reduci dal trionfo al Monte Carlo Masters, e in finale hanno la meglio su Cornea / Oswald per 7-6, 6-4; a fine torneo Jebens fa il suo ingresso nella top 100.
Sconfitti in finale al successivo Open de Lyon, subiscono altre due eliminazioni al primo turno in tornei ATP. Riprende l'ascesa in classifica aggiudicandosi con Frentzen i titoli ad Augusta, a Como e ai Challenger 125 di Bad Waltersdorf e Orléans. Dopo la sconfitta in finale a Ismaning, nell'ultimo torneo stagionale di Metz vincono i primi incontri ATP in carriera e si spingono in finale, persa in due set contro Jan Zieliński / Hugo Nys, risultati con cui Jebens chiude la stagione con il nuovo miglior ranking alla 63ª posizione mondiale.

### 2024, quarti di finale a Wimbledon, due finali ATP e 45º nel ranking
All'esordio stagionale la coppia tedesca si spinge fino ai quarti al torneo ATP di Adelaide. Fanno quindi il loro esordio in una prova del Grande Slam agli Australian Open e vengono eliminati al primo turno da Marcelo Arevalo / Mate Pavic.  Raggiungono poi la semifinale al Challenger di Pau e a marzo perdono la finale al  Challenger Lugano. Dopo la semifinale persa in maggio al Challenger 175 di Cagliari, tornano a vincere un torneo al Challenger 100 di Mauthausen. Riprendono l'ascesa nel ranking con le semifinali raggiunte agli ATP di Ginevra e sull'erba di Stoccarda – inframmezzate dall'uscita al primo turno nel loro esordio al Roland Garros – e con i quarti di finale disputati all'ATP 500 dell'Halle Open.
Eliminati in semifinale anche ai Mallorca Championships, a Wimbledon si spingono a sorpresa fino ai quarti con le prestigiose vittorie sui numeri 1 e 4 del mondo Matthew Ebden / Rohan Bopanna e sugli altri specialisti Lloyd Glasspool / Jean-Julien Rojer. Vengono eliminati da Neal Skupski / Michael Venus e Jebens porta il miglior ranking al 52º posto mondiale. Continua l'ascesa dopo la sconfitta in semifinale al successivo ATP 500 Hamburg European Open e sale al 45º raggiungendo la finale all'Austrian Open Kitzbühel, persa al terzo set contro Alexander Erler / Andreas Mies. Non superano il primo turno agli US Open e il mese dopo vengono sconfitti in finale al nuovo torneo ATP Hangzhou Open da Jeevan Nedunchezhiyan / Vijay Sundar Prashanth. I negativi risultati di fine stagione lo portano fuori dalla top 50 già a ottobre.

### 2025, una finale ATP
Anche a gennaio 2025 la coppia tedesca non consegue risultati di rilievo e a fine mese ha fine il sodalizio con Frantzen. Nel periodo successivo gioca con alcuni partner diversi e il miglior risultato è la semifinale raggiunta ai Dubai Tennis Championships con Robin Haase. Disputa la prima finale stagionale a maggio al Challenger 175 di Torino, e in coppia con Haase cede in due set a Ariel Behar / Joran Vliegen. Non supera il secondo turno a Wimbledon, dove si era spinto fino ai quarti un anno prima. Perde anche la finale disputata con Albano Olivetti in luglio all'ATP 250 allo Swiss Open Gstaad, sconfitti in tre set da Francisco Cabral / Lucas Miedler. Il mese dopo vincono il Challenger 75 di Hagen.

## Statistiche
Aggiornate al 2 agosto 2025.

### Doppio

#### Finali perse (4)
| Legenda              |
| Grande Slam (0)      |
| ATP Finals (0)       |
| ATP Masters 1000 (0) |
| ATP Tour 500 (0)     |
| ATP Tour 250 (4)     |

| N. | Data              | Torneo                   | Superficie  | Compagno            | Avversari in finale                          | Punteggio              |
| 1. | 11 novembre 2023  | Moselle Open, Metz       | Cemento     | Constantin Frantzen | Hugo Nys Jan Zieliński                       | 4-6, 4-6               |
| 2. | 27 luglio 2024    | Austrian Open, Kitzbühel | Terra rossa | Constantin Frantzen | Alexander Erler Andreas Mies                 | 3-6, 6-3, [6-10]       |
| 3. | 24 settembre 2024 | Hangzhou Open, Hangzhou  | Cemento     | Constantin Frantzen | Jeevan Nedunchezhiyan Vijay Sundar Prashanth | 6-4, 6(5)-7, [7-10]    |
| 4. | 20 luglio 2025    | Swiss Open, Gstaad       | Terra rossa | Albano Olivetti     | Francisco Cabral Lucas Miedler               | 7-6(4), 6(4)-7, [3-10] |

### Tornei minori

#### Doppio

##### Vittorie (11)
| Legenda tornei minori |
| Challenger (8)        |
| ITF (3)               |

| N. | Data              | Torneo                                | Superficie  | Compagno            | Avversari in finale                       | Punteggio           |
| 1. | 4 febbraio 2023   | Koblenz Open, Coblenza                | Cemento (i) | Fabian Fallert      | Jonathan Eysseric Denys Molčanov          | 7-6(2), 6-3         |
| 2. | 26 marzo 2023     | Challenger Biel/Bienne, Biel/Bienne   | Cemento (i) | Constantin Frantzen | Victor Vlad Cornea Franko Škugor          | 6-2, 6-4            |
| 3. | 10 giugno 2023    | Heilbronner Neckarcup, Heilbronn      | Terra rossa | Constantin Frantzen | Victor Vlad Cornea Philipp Oswald         | 7-6(7), 6-4         |
| 4. | 26 agosto 2023    | Schwaben Open, Augusta                | Terra rossa | Constantin Frantzen | Constantin Kouzmine Volodymyr Uzhylovskyi | 6-2, 6-2            |
| 5. | 2 settembre 2023  | Città di Como Challenger, Como        | Terra rossa | Constantin Frantzen | Filip Bergevi Mick Veldheer               | 6-3, 6-4            |
| 6. | 23 settembre 2023 | Bad Waltersdorf Open, Bad Waltersdorf | Terra rossa | Constantin Frantzen | Marco Bortolotti Francesco Passaro        | 6-1, 6-2            |
| 7. | 1º ottobre 2023   | Open d'Orleans, Orléans               | Cemento (i) | Constantin Frantzen | Henry Patten John-Patrick Smith           | 7-6(5), 7-6(12)     |
| 8. | 11 maggio 2024    | Danube Upper Austria Open, Mauthausen | Terra rossa | Constantin Frantzen | Ryan Seggerman Patrik Trhac               | 6-4, 6-4            |
| 9. | 2 agosto 2025     | Hagen Challenger, Hagen               | Terra rossa | Albano Olivetti     | Vasil Kirkov Bart Stevens                 | 6-4, 6(2)-7, [10-8] |

##### Finali perse (15)
| Legenda tornei minori |
| Challenger (11)       |
| ITF (4)               |

| N.  | Data             | Torneo                                    | Superficie    | Compagno            | Avversari in finale                   | Punteggio              |
| 1.  | 12 febbraio 2022 | Challenger Cherbourg-La Manche, Cherbourg | Cemento (i)   | Niklas Schell       | Jonathan Eysseric Quentin Halys       | 6(6)-7, 2-6            |
| 2.  | 28 maggio 2022   | Troisdorf Challenger, Troisdorf           | Terra rossa   | Piotr Matuszewski   | Dustin Brown Evan King                | 4-6, 5-7               |
| 3.  | 2 luglio 2022    | Sauerland Open, Lüdenscheid               | Terra rossa   | Fabian Fallert      | Robin Haase Sem Verbeek               | 2-6, 7-5, [3-10]       |
| 4.  | 27 agosto 2022   | Banja Luka Challenger, Banja Luka         | Terra rossa   | Fabian Fallert      | Vladyslav Manafov Oleg Prihodko       | 3-6, 4-6               |
| 5.  | 15 ottobre 2022  | Ismaning Challenger, Ismaning             | Sintetico (i) | Fabian Fallert      | Michael Geerts Patrik Niklas-Salminen | 6(5)-7, 6(8)-7         |
| 6.  | 11 marzo 2023    | Challenger Lugano, Lugano                 | Cemento (i)   | Constantin Frantzen | Zizou Bergs David Pel                 | 2-6, 6(6)-7            |
| 7.  | 13 maggio 2023   | Danube Upper Austria Open, Mauthausen     | Terra rossa   | Constantin Frantzen | Romain Arneodo Sam Weissborn          | 4-6, 2-6               |
| 8.  | 17 giugno 2023   | Open de Lyon, Lione                       | Terra rossa   | Constantin Frantzen | Manuel Guinard Gregoire Jacq          | 4-6, 6-2, [7-10]       |
| 9.  | 4 novembre 2023  | Ismaning Challenger, Ismaning             | Sintetico (i) | Constantin Frantzen | Andre Begemann Sriram Balaji          | 6(4)-7, 4-6            |
| 10. | 9 marzo 2024     | Challenger Lugano, Lugano                 | Cemento (i)   | Constantin Frantzen | Sander Arends Sem Verbeek             | 7-6(9), 6(1)-7, [8-10] |
| 11. | 18 maggio 2025   | Piemonte Open, Torino                     | Terra rossa   | Robin Haase         | Ariel Behar Joran Vliegen             | 2-6, 4-6               |